# Andrej Dúbravský
Andrej Dúbravský (né le 30 juillet 1987) est un peintre slovaque.

## Biographie

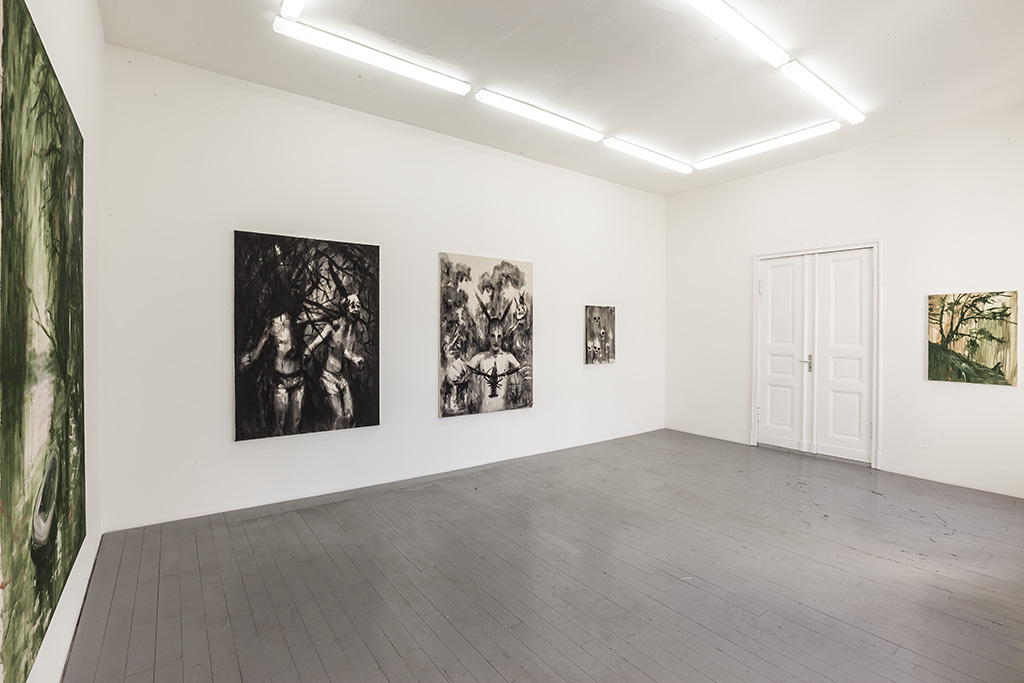
Exposition d'Andrej Dúbravský en 2012.

Andrej Dúbravský est né le 30 juillet 1987 à Nové Zámky. Enfant, il voulait devenir scientifique, mais c'est finalement tourné vers l'art. Il a étudié la sculpture à l'École d'Arts Appliqués de Bratislava puis la peinture à l'Académie des beaux-arts de Bratislava.
Il se fait connaître en exposant dans des endroits inhabituels comme des échoppes de boucher ou des sites de construction abandonnés. En 2011 et 2012, il fait partie des gagnants d'une compétition de jeunes artistes organisée par la Všeobecná úverová banka. Il expose en Allemagne, en Tchéquie, à New York et dans son pays natal, la Slovaquie, notamment dans la Galerie nationale slovaque,.
En décembre 2023, la Ministre de la Culture Martina Šimkovičová critique l'une de ses expositions à la Rozhlas a televízia Slovenska parce que celle-ci serait « obscène » et serait une « promotion du mode de vie LGBT ». Cette déclaration est vivement critiquée par la communauté artistiques slovaque.

## Vie privée
Dúbravský est ouvertement homosexuel et est en couple depuis 2011 avec le réalisateur Peter Bebjak.